# Francis W. Sargent

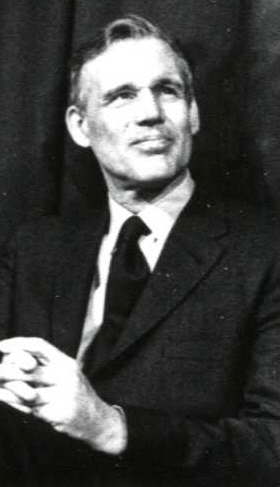
Francis W. Sargent

Francis William Sargent (* 29. Juli 1915 in Hamilton, Essex County, Massachusetts; † 21. Oktober 1998 in Dover, Massachusetts) war ein US-amerikanischer Politiker und von 1969 bis 1975 Gouverneur des Bundesstaates Massachusetts.

## Frühe Jahre
Francis Sargent studierte nach der Grundschule bis 1939 Architektur am Massachusetts Institute of Technology (MIT). Danach arbeitete er bis zum Eintritt der Vereinigten Staaten in den Zweiten Weltkrieg als Architekt in der Firma seines Vaters. Während des Krieges war er als Hauptmann der US-Armee in Italien eingesetzt. Für seine militärischen Leistungen wurde er mit zwei hohen Auszeichnungen geehrt.

## Politischer Aufstieg
Nach dem Krieg zog er mit seiner Frau nach Cape Cod, wo sie ein Sportwarengeschäft betrieben. Sargent wurde Mitglied der Republikanischen Partei und engagierte sich für die Umwelt. Er befürchtete eine Überfischung in den Gewässern seiner Heimat und bekämpfte illegale Fischereimethoden. Konsequenterweise wurde er im Jahr 1947 von Gouverneur Robert F. Bradford zum Fischerei- und Jagdbeauftragten des Staates Massachusetts ernannt. Sargent wurde außerdem Mitglied einiger anderen Fischereikommissionen an der Ostküste. Zwischen 1967 und 1969 war er als Vizegouverneur Stellvertreter von Gouverneur John Volpe. Nachdem dieser im Januar 1969 von seinem Amt zurückgetreten war, um US-Verkehrsminister im Kabinett von Präsident Richard Nixon zu werden, musste Francis Sargent dessen Amt übernehmen.

## Gouverneur von Massachusetts
Nach einer Wiederwahl im Jahr 1970 konnte Sargent zwischen dem 22. Januar 1969 und dem 2. Januar 1975 als Gouverneur regieren. Seine Amtszeit wurde von einigen wichtigen regionalen und nationalen Ereignissen überschattet. Einer Haushaltskrise in Massachusetts begegnete der Gouverneur mit Steuererhöhungen und einer Budgetkürzung. Er legte auch sein Veto gegen eine geplante Anhebung der Gehälter im öffentlichen Dienst ein. Der Gouverneur setzte sich weiterhin für die Umwelt ein und stoppte in Boston den Ausbau von Autobahnen, die die betroffenen Wohngebiete in zwei Teile zerschnitten hätten. Neue Gesetze sollten den Umweltschutz in Massachusetts stärken. Nach einer tödlichen Schießerei an der Kent State University in Ohio ließ Gouverneur Sargent als Zeichen des Respekts gegenüber den Opfern die Flaggen auf halbmast setzen. Er setzte auch die Desegregation an den Schulen von Boston durch.
Der Gouverneur war ein entschiedener Gegner des Vietnamkrieges und scheute sich nicht vor offener Kritik. Neben dem Vietnamkrieg wurde bundespolitisch die Watergate-Affäre zum beherrschenden politischen Thema jener Jahre. Im Jahr 1974 verlor er beim Versuch einer erneuten Wiederwahl gegen Michael Dukakis.

## Weiterer Lebenslauf
Nach seiner Gouverneurszeit zog sich Francis Sargent aus der Politik zurück. Er kehrte nach Cape Cod zurück, wo er sich um sein Sportwarengeschäft kümmerte. Der Ex-Gouverneur war mit Jessie Fay verheiratet, mit der er drei Kinder hatte. Er starb am 21. September 1998.